# Port de Llançà
El Port de Llançà és un port marítim del municipi de Llançà a la comarca de l'Alt Empordà, a l'extrem meridional de la badia de Llançà, integrat al poble, a recer de l'antic illot de Castellar, que es va unir a terra per a la construcció del port. Disposa d'una dàrsena pesquera i d'una esportiva.

## Història

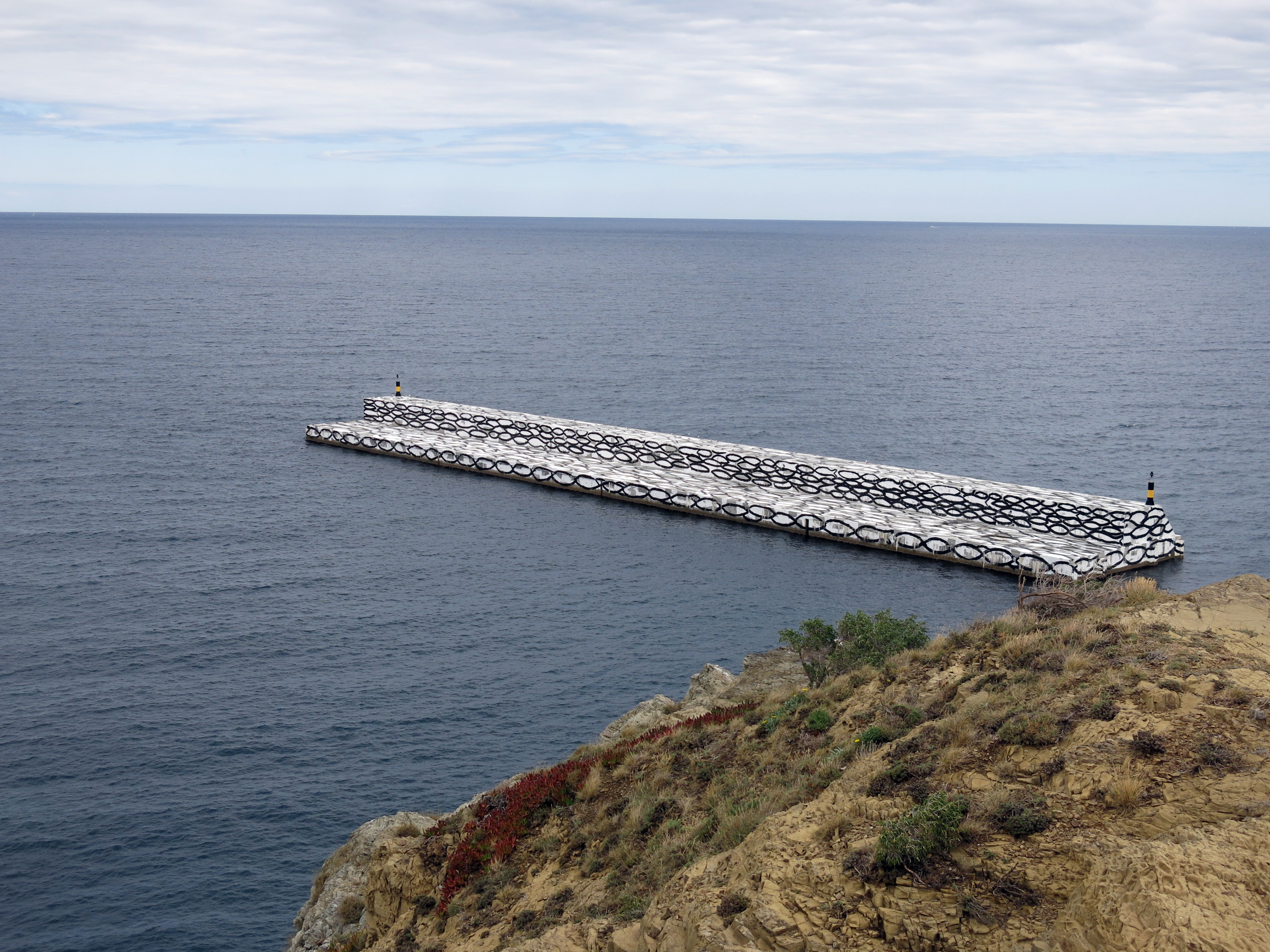
Dic exterior amb el mural de Carles Bros

Es va inaugurar el 1991. Abans la flota pesquera utilitzava de recer l'illot de Castellar, avarant les embarcacions a la platja del Port, o fondejant-les hi davant, i quan hi havia temporal anaven al proper port del Port de la Selva. El Club Nàutic Llançà, poc després de la fundació, el 1966, va construir un petit escar per a les embarcacions esportives, que poc a poc es va anar ampliant, fins a convertir-se en l'actual port esportiu i pesquer.
Una forta llevantada el desembre del 2008 hi va produir grans destrosses i va destruir l'edifici de la llotja. Per a protegir-lo es va construir el 2011 un dic exterior, de 116 m de llarg, a 120 m del dic de recer, perquè les onades li arribin amb menys força. El 2013, l'artista Carles Bros va pintar en aquest dic exterior el mural «Banc de peix», en defensa del món pesquer, utilitzant els colors blanc i negre per simular peixos de totes les dimensions. L'obra, de 3.100 metres quadrats de superfície, és el mural marítim més gran del món.

## Port pesquer

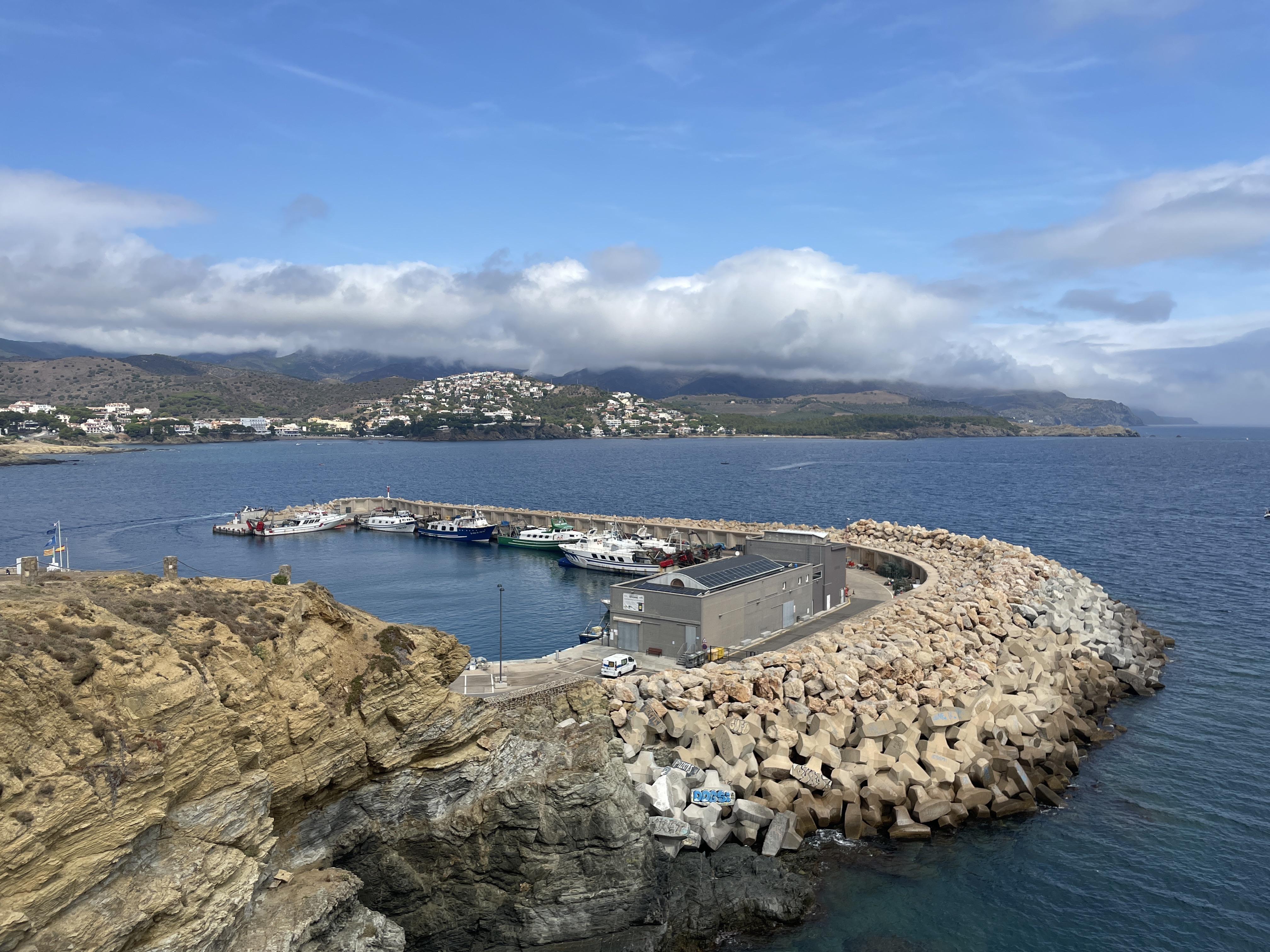
Dàrsena pesquera i llotja

A la dàrsena pesquera, al costat de la bocana, protegida pel dic de recer, o espigó de la Pelandriu, hi atraca la flota pesquera, composta de 14 embarcacions: set embarcacions d'arrossegament, sis arts menors i un palangre de fons. La Confraria de Pescadors del Port de Llançà hi té la llotja, on realitza una subhasta diària, de dilluns a divendres, on es venen les captures de la flota pesquera.
La Confraria de Pescadors de Llançà fa visites guiades al port i a la subhasta del peix a l'estiu. També celebren festivitats com la del Carme, el 16 de juliol, fent la processó marinera i altres activitats.

## Port esportiu
La dàrsena esportiva, gestionada pel Club Nàutic Llançà, té una capacitat de 550 amarradors per a naus de fins a dotze metres d'eslora. Té, a més, moll d'espera, escar, una zona per a feines de manteniment i carenat (neteja i pintura), abastiment de combustibles, una grua de dotze tones, una rampa per a vela lleugera de cinc metres, wi-fi, servei d'informació meteorològica, recollida de deixalles i bombeig de residus. Les instal·lacions disposen també de sanitaris i dutxes, una infermeria, servei de bugaderia, un pàrquing annex de 212 places, servei de marineria i vigilància les 24 hores del dia. Hi ha també una Escola de Vela i el Club de Vela.